# طراحی مفهومی
طراحی مفهومی (به انگلیسی: Conceptual Design)مرحله اولیه فرآیند طراحی و خلق یک اثر است که در آن رئوس مطالب از عملکرد و شکل چیزی بیان می‌شود. این شامل طراحی تعامل، تجارب، فرآیندها و استراتژی‌ها است. این بخش از طراحی شامل درک نیازهای مردم و چگونگی پاسخگویی آنها با محصولات، خدمات و فرآیندها است. آثار متداول طراحی مفهومی، طرح‌ها و مدل‌های مفهومی هستند.

## فهرست منابع
1. ↑  "Conceptual design". Wikipedia (به انگلیسی). 2018-08-12.